# Fotodiodo
In elettronica il fotodiodo è un particolare tipo di diodo fotorivelatore che funziona come sensore ottico sfruttando l'effetto fotovoltaico, in grado cioè di riconoscere una determinata lunghezza d'onda dell'onda elettromagnetica incidente (assorbimento del fotone) e di trasformare questo evento in un segnale elettrico di corrente applicando ai suoi estremi un opportuno potenziale elettrico. Esso è dunque un trasduttore da un segnale ottico ad un segnale elettrico.

## Struttura
Un fotodiodo è sostanzialmente un diodo a semiconduttore caratterizzato da una giunzione p-n drogata asimmetricamente.
La zona p, disposta molto vicino alla struttura esterna del fotodiodo è a sua volta rivestita da uno strato antiriflesso e corredata da due elettrodi in ossido di silicio. Sopra lo strato antiriflesso è in genere inserita una lente il cui scopo è quello di rendere perpendicolari i raggi luminosi incidenti sulla superficie.

### Polarizzazione diretta
Il fotodiodo, se polarizzato direttamente si comporta come un comune diodo. La corrente che esso è in grado di condurre segue, in prima approssimazione, la legge esponenziale del diodo.
Non essendo tuttavia progettato per la polarizzazione diretta, esso non avrà una capacità di corrente tale da suggerirne un simile utilizzo, in quanto il surriscaldamento dovuto al passaggio di corrente potrebbe danneggiare gli elementi ottici.

### Polarizzazione inversa
Il fotodiodo opera correttamente se polarizzato inversamente, e cioè se la tensione ai propri terminali si presenta più alta nella zona n che nella zona p. In questo caso, il campo elettrico built-in, presente in tutti i dispositivi a giunzione, tenderà ad aumentare di intensità favorendo la creazione di una zona di svuotamento (depletion region).
Questa regione svuotata può essere considerata come una zona resistiva oppure come una zona neutra.
Nel momento in cui un fotone incide sulla superficie del fotodiodo, l'energia, data dall'equazione
{\displaystyle {E_{g}}={h}{\nu }}
se sarà maggiore della banda proibita (bandgap) tra banda di valenza e banda di conduzione del dispositivo, causerà la creazione di una coppia elettrone-lacuna libera (EHP).
Una EHP libera consiste in un elettrone eccitato in banda di conduzione ed una lacuna in banda di valenza. Una volta generata la coppia, essa sarà soggetta al campo elettrico generato dalla differenza di potenziale applicata. L'elettrone sarà quindi spontaneamente attratto verso la zona n mentre la lacuna verso la zona p. A causa della presenza di una coppia elettrone-lacuna nella zona svuotata, la regione non sarà più neutra. Non essendo più neutra, il dispositivo compenserà questa situazione con un movimento di elettroni-lacune prelevati dal generatore di polarizzazione, causando così la presenza di una fotocorrente inversa che rappresenta il segnale elettrico prodotto dall'incidenza del fotone.

### Utilizzo apolarizzato
Se il fotodiodo non è sottoposto ad alcuna polarizzazione, esso agirà, se opportunamente connesso ad un carico, come generatore di corrente ad una determinata tensione. Questo utilizzo è anche detto utilizzo fotovoltaico. 
La corrente erogata, e la conseguente potenza elettrica generata è presente sempre nella forma di corrente inversa. Questa modalità di funzionamento è il principio con cui la cella fotovoltaica opera.

## Materiali
Il materiale con cui è prodotto il fotodiodo è di importanza critica per il suo funzionamento. Da essi dipende infatti l'energia minima che il fotone dovrà possedere per poter generare la fotocorrente.
I materiali più comunemente utilizzati per produrre fotodiodi sono:
| Materiale                 | Lunghezza d'onda (nm) |
| ------------------------- | --------------------- |
| Silicio                   | 190–1100              |
| Germanio                  | 800–1700              |
| Arseniuro di indio gallio | 800–2600              |
| Solfuro di piombo         | <1000-3500            |

## Funzionamento circuitale
Dal punto di vista circuitale, il fotodiodo è un diodo che viene utilizzato in polarizzazione inversa e che comprende (ma non limita il suo funzionamento) a tutte le caratteristiche dei diodi.

### Parametri di efficienza
Nel valutare i fotodiodi si utilizzano sempre due parametri di efficienza per valutare e compararne le prestazioni: l'efficienza quantica e la responsività.
Esse sono definite in questo modo:

Efficienza quantica: L'efficienza quantica è il numero di EHP generate per ogni fotone incidente.

L'equazione che rappresenta questo parametro è:

{\displaystyle {\eta }={\frac {\frac {I_{ph}}{e}}{\frac {P_{0}}{h\nu }}}}
dove {\displaystyle {I_{ph}}} è la fotocorrente generata, e è la carica dell'elettrone, h la costante di Planck e {\displaystyle {\nu }} è la frequenza della luce incidente.

Responsività: La responsività è il rapporto tra la fotocorrente generata e la potenza ottica incidente.

Anch'essa ha un'equazione che la definisce:

{\displaystyle R={\frac {I_{ph}}{P_{o}}}}.
Esiste una relazione tra i parametri di efficienza per cui:

{\displaystyle R={\eta }{\frac {e}{{h}{\nu }}}}
Grazie a questa relazione è possibile passare da un parametro di efficienza all'altro comodamente. Ricordando poi che la frequenza {\displaystyle \nu } può essere riscritta come

{\displaystyle \nu ={\frac {c}{\lambda }}}
con {\displaystyle c} velocità della luce e {\displaystyle \lambda } lunghezza d'onda della luce incidente, si può scrivere 
{\displaystyle R=\eta {\frac {e}{hc}}\lambda }
dove, esprimendo con {\displaystyle \lambda _{\mu m}} la lunghezza d'onda in micron del segnale luminoso incidente e svolgendo il prodotto delle costanti, si ottiene la relazione:

{\displaystyle R=0.807\eta \lambda _{\mu m}}

### Frequenza di funzionamento
Come tutti i dispositivi a giunzione, anche il fotodiodo presenta delle capacità parassite dovute alla presenza della giunzione stessa. Nel caso del fotodiodo, l'effetto capacitivo parassita è ulteriormente incrementato dal fatto che il dispositivo deve essere utilizzato in polarizzazione inversa, con quindi un incremento significativo della regione di svuotamento e quindi della capacità parassita.
La capacità è in genere approssimabile con la seguente equazione:

{\displaystyle {C_{dep}}={\varepsilon _{0}}{\varepsilon _{r}}{\frac {A}{L}}}.
Dove A è la superficie delle interfacce delle aree drogate ed L è la lunghezza della zona svuotata.

La capacità qui approssimata, risentirà degli effetti della resistenza di carico del rivelatore. Questa situazione farà sì che il fotodiodo avrà una frequenza di taglio propria la cui costante {\displaystyle {\tau }} sarà:

{\displaystyle {\tau }={R}{C_{dep}}}.

## Tipologie

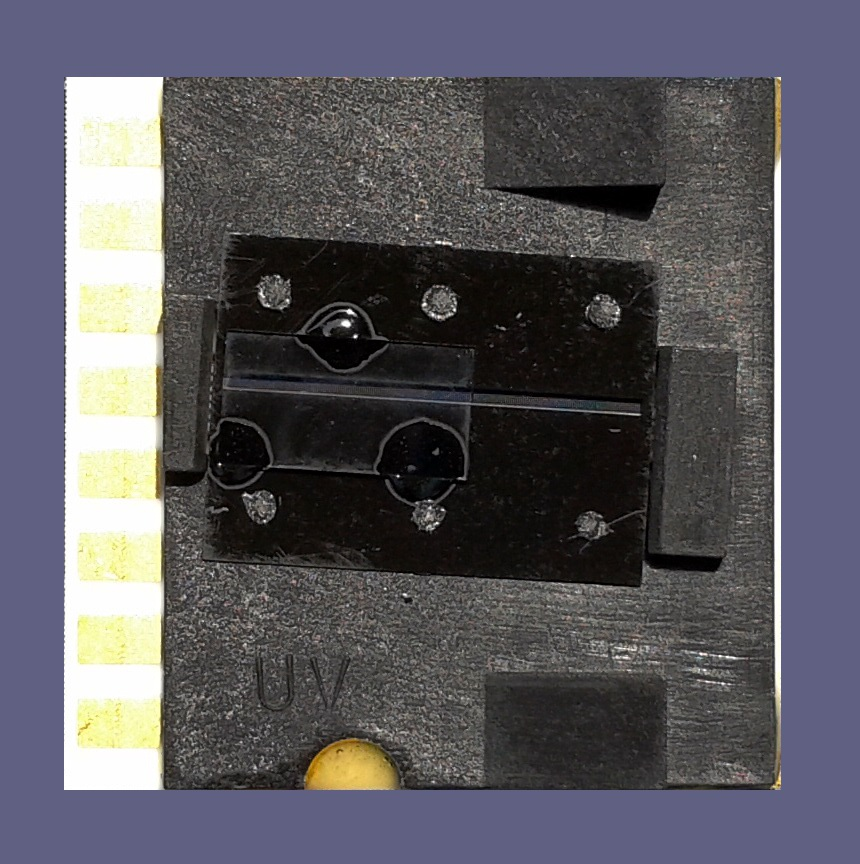
Singolo chip con serie di 200 diodi

Esistono molti tipi di fotodiodi, che si differenziano per progettazione interna ed efficienza.
Il più comune, utilizzato per applicazioni a basso rumore è il modello PiN, mentre per applicazioni che necessitano di alto segnale è stato creato il fotodiodo APD (o fotodiodo a valanga).
Per applicazioni con bassissimi segnali luminosi si usano spesso diodi a valanga a singolo fotone in cui viene generato un impulso di corrente per ogni fotone assorbito.

## Utilizzi

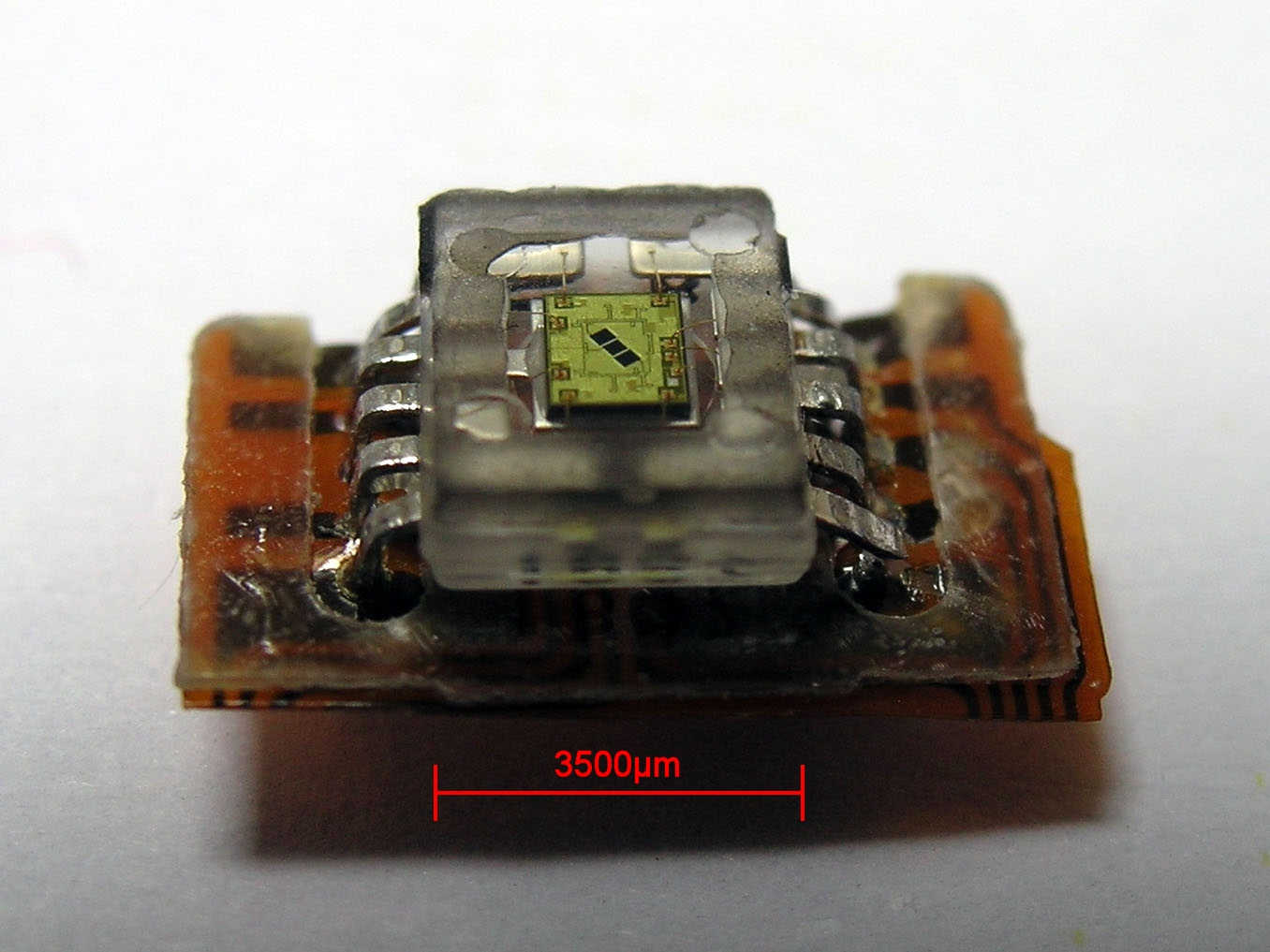
Un fotorivelatore per CD-ROM contenente 3 fotodiodi.

Tra gli innumerevoli impieghi del fotodiodo, i più diffusi sono quelli nel campo delle fibre ottiche ovvero nelle comunicazioni ottiche, dove sono utilizzati per il riconoscimento del segnale contenente l'informazione ovvero come dispositivi di ricezione, nel campo della misurazione di precisione e nel campo della fotografia digitale.
In quanto particolare tipo di fotorivelatore è utilizzabile nelle celle fotoelettriche e nelle celle fotovoltaiche.
Utilizzi particolari sono quelli che si trovano negli isolatori ottici.
Nel campo biomedicale si segnala l'utilizzo di fotodiodi nella sperimentazione della visione artificiale, progetto che vede l'impiego dei fotorivelatori in sostituzione di coni danneggiati. Un esempio di tale utilizzo è riscontrabile nel progetto MARC.
I fotodiodi sono usati anche nei sensori di immagini.

## Risposta spettrale dei fotodiodi al silicio
Vengono descritti fotorivelatori al silicio con una risposta spettrale definita dal progetto. A tal fine, vengono utilizzate le moderne tecnologie di microlavorazione in generale e due proprietà del fotorivelatore integrato al silicio in particolare. In primo luogo, viene sfruttata la dipendenza dalla lunghezza d'onda del coefficiente di assorbimento. In secondo luogo, si sfrutta il fatto che il filtro di interferenza multistrato in corrispondenza della giunzione pn si sviluppa attraverso la lavorazione di un wafer di silicio. L'indice di rifrazione complesso del silicio, n * = n - jk, dipende dalla lunghezza d'onda nella parte evidente dello spettro a causa di un band gap indiretto a 1,12 eV e della possibilità di una transizione diretta a 3,4 eV, che rende il materiale altamente assorbente la radiazione UV e agisce praticamente come un materiale trasparente per lunghezze d'onda superiori a 800 nm. Questo meccanismo consente di progettare sensori di colore e anche fotodiodi con risposta discreta nella gamma IR o UV. La trasmissione della luce di un evento con una pila superficiale di film sottili al silicio volumetrico dipende dalla lunghezza d'onda. La necessaria compatibilità con i processi microelettronici convenzionali in silicio limita la gamma dei materiali ideali ai materiali compatibili con il silicio tradizionalmente utilizzati per la fabbricazione di circuiti integrati. Per aumentare la qualità predittiva della simulazione vengono forniti dati precisi su: Si cristallino, SiO2 cresciuto termicamente, polisilicio LPCVD, nitruro di silicio (a bassa perdita e stechiometrico) e anche ossidi (LTO, PSG, BSG, BPSG), ossinitruri PECVD e metalli a film sottile. Per un microspettrometro completo, le azioni di microlavorazione sono tipicamente utilizzate per fabbricare il componente di diffusione. Vengono presentati dispositivi che operano nella gamma spettrale del visibile o dell'infrarosso, basati su un reticolo Fabry-Perot o su un etalon.